# Somalische tapuit
De Somalische tapuit (Oenanthe phillipsi) is een zangvogel uit de familie Muscicapidae (Vliegenvangers).

## Verspreiding en leefgebied
Deze soort komt voor in Somalië en Ethiopië.